# 이전 (후한)
이전(李典, 174년 ~ 209년)은 중국 후한 말의 무장으로, 자는 만성(曼成)이며, 연주(兗州) 산양군(山陽郡) 거야현(鋸野縣) 사람이다.

## 행적
조조(曹操)를 섬겼다.
202년 원소(袁紹)가 죽고 원상(袁尙)이 뒤를 잇자 조조는 원씨 형제들을 공격했는데, 이때 이전은 군량 수송을 방해하는 원상의 부하 위군태수 고번(高番)을 격파했다. 이후 유표(劉表)에게 의탁하고 있던 유비(劉備)가 공격해 오자, 조조는 하후돈(夏侯惇) 등을 보내 막게 하였다. 유비가 진영을 불태우고 떠나자 하후돈은 이전의 만류를 뿌리치고 추격하다가 매복에 걸려 불리한 처지에 놓였다. 홀로 후방에 남았던 이전이 하후돈을 도우러 오자 유비는 물러났다.
205년 10월 조조에게 항복했던 병주자사 고간(高幹)이 다시 반기를 들고 저항하자, 조조의 명령으로 악진(樂進)과 함께 호관(壺關)을 공격했으나 끝내 점령하지는 못했다.
206년 8월 악진과 같이 해적 관승(管承)을 공격하여 토벌에 성공했고, 궁지에 몰린 관승은 섬으로 달아났다. 이후 파로장군(破虜將軍)으로 임명되었다.
209년 12월부터 장료(張遼)를 따라 합비(合肥)를 지키게 되었는데, 예전부터 이전은 장료와 사이가 좋지 않았다.
215년 8월 손권(孫權)이 10만 군사를 이끌고 합비를 공격해 왔을 때 장료는 이전이 자신의 생각을 따르지 않을 경우를 우려했으나, 이전은 사적인 감정을 생각지 않고 장료와 함께 손권을 무찔렀다.. 36세라는 젊은 나이로 사망하였고, 황초(黃初) 6년(225년) 조비(曹丕)는 이전의 공을 추념하여 시호로 민후(愍侯)를 내렸다.

## 《삼국지연의》에서 이전
조조가 동탁(董卓)을 죽이려다 실패하고 고향으로 돌아와 세력을 키울 때 조조에게 가담한 것으로 나온다. 이후 여포(呂布), 황건적, 원소, 유비, 손권 등과의 싸움에서 활약한다. 성급하게 유비를 공격하려던 조인(曹仁)과 하후돈을 말리는 신중한 성격을 가진 인물로 묘사되어 있다. 연의에서 예형(禰衡)은 이전이 학문을 좋아하는 것을 두고 글이나 전달하게 할 사람이라며 비꼬았다.

## 같이 보기
- 삼국지 인물 목록